# Calle Wisborg
Wåge Carl Fredrik Wisborg, känd som Calle Wisborg, ogift Larsson, ursprungligen Persson, född 1 juni 1969 i Jönköpings Kristina församling, Jönköpings län, död 30 januari 2016 i Gränna distrikt, Jönköpings län, var en svensk musikproducent och programledare.
Calle Wisborg började arrangera musikarrangemang redan i tonåren och grundade sitt bolag Carl Wisborg AB 1987. Han grundade Allsång i Gränna hamn i samarbete med  Föreningen Fest i grevskapet och Sveriges Radio. Vidare arbetade han med musikproduktioner som Svensktoppen nästa samt gjorde bland annat jakt- och fiskereportage för radion.
Calle Wisborg var gift med Kristina Wisborg (född 1968), som var medarbetare i produktionsbolaget.